# Седам трава јесени
Седам трава јесени (秋の七草, аки но нанакуса) се често помињу у најранијој збирци јапанске поезије „Манјошу“, а посебно у стиховима Јаманоуе но Окуре (山上憶良, 660-733) који су њен део. Слике јесењих трава у каснијој антологији дворске поезије „Кокиншу“, која илуструје културу Хеиан Јапана, представљају се на начин који ни сликарство не може да дочара. Иако је неизвесно ко је први груписао ове биљке, оне су постале дубоко укорењене у свакодневни живот Јапана и традицију. Њихово присуство у вртовима Хеиан аристократије био је велики извор поетске инспирације. 
Седам трава јесени су: хаги (Lespedeza japonica L.H.Bailey), сусуки (Miscanthus sinensis Anderss.), кузу (Pueraria lobata (Willd.) Ohwi), надешико (Dianthus superbus L.), оминаеши (Patrinia scabiosifolia Fisch. ex Link), фуђибакама (Eupatorium fortunei Turcz.) и кикјо (Platycodon grandiflorus (Jacq.) A.DC.).